# مقراب كومبتون
تلسكوب كومبتون (المعروف أيضًا باسم كاميرا كومبتون أو تصوير كومبتون) هو كاشف أشعة غاما، ويستخدم ظاهرة تشتت كومبتون لتحديد أصل أشعة غاما المرصودة. عادةً ما تُطبق كاميرات كومبتون للكشف عن أشعة غاما في نطاق الطاقة حيث يكون تشتت كومبتون هو عملية التفاعل المهيمنة، وتُستعمل هذه الكاميرات في مجالات مثل الفيزياء الفلكية والطب النووي واكتشاف التهديد النووي.
في مجال الفيزياء الفلكية، كان أشهر تلسكوب كومبتون هو تلسكوب كومتل الموجود على متن مرصد كومبتون لأشعة غاما، والتي كانت رائدة في مراقبة سماء أشعة غاما في مجال طاقة بين 0.75 و 30 مليون إلكترون فولت. يُعد تلسكوب كومبتون النووي هو الخلف المحتمل.